# Spongarda
La spongarda è un dolce tipico cremasco.
La Regione Lombardia la include come spongarda di Crema nell'elenco dei prodotti agroalimentari tradizionali, nona revisione (2014).

## Origine del nome
Nel cremasco il nome è già documentato dal 1755, ma la sua origine si suole far risalire a una preparazione riportata dallo storico cremasco Pietro Terni per un banchetto del 1526, una torta soffice e spugnosa, dal latino spongia.

## Caratteristiche
La spongarda si presenta come una torta bassa, di pasta compatta, elegantemente pizzicata e traforata sui lati e sulla superficie, che racchiude un ricco ripieno di frutta secca, canditi e spezie; la ricetta rimanda dal nome simile all'antico dolce della spongata presente in varie regioni (Lombardia, Emilia, Toscana e Liguria) e tra i più famosi la spongata di Mantova, di Monticelli d'Ongina (PC), di Busseto e Corniglio (PR), di Brescello (RE), di Fivizzano e Pontremoli (MS) e di Sarzana (SP). Il suo ripieno ha probabili origini rinascimentali per l'uso della speziatura tra gli ingredienti.
Viene prodotta dalle pasticcerie cremasche, essendo una preparazione laboriosa; alcune di loro nel 2009 si sono associate nella cosiddetta "Congrega della Spongarda" per tutelarne e promuoverne la diffusione al di fuori della città di origine.

## Ingredienti
Si prepara con farina, zucchero, burro, miele, cannella, spezie, mandorle tritate, noci o nocciole, uva passa e canditi. Qualcuno vi sbriciola dentro un mostaccino (biscotto cremasco speziato usato nei tortelli) al posto delle spezie.